# Daniel Woods
Daniel Woods (* 1. August 1989 in Richardson) ist ein amerikanischer Sportkletterer, der vor allem aufs Bouldern spezialisiert ist.

## Karriere
Woods begann mit 5 Jahren zu klettern. Nach einigen Jahren wurde er in ein Junioren-Team aufgenommen und nahm an Wettkämpfen in den Disziplinen Bouldern und Lead teil. 2004 gewann er die Nordamerika-Meisterschaften in Mexiko in der Disziplin Bouldern und wurde Dritter in Lead. An seinem ersten Weltcup in Rovereto 2006 wurde er 12. 2010 gewann er den Boulder-Weltcup in Vail.
2003 kletterte er mit Fuck You Finger seinen ersten Boulder im Schwierigkeitsgrad 8A. Ein Jahr später gelang ihm die Erstbegehung von Echale 8B+. 2007 machte er mit Jade eine weitere bedeutende Erstbegehung. Er bewertete den Boulder 8C, mittlerweile wurde dieser abgewertet auf 8B+. Seitdem hat er über 25 Boulder im Schwierigkeitsgrad 8C oder höher geklettert.
2018 gelang ihm die Begehung der Kletterroute La Capella, welche mit frz. 9b bewertet ist.
Im März 2021 eröffnete er einen neuen Boulder, welcher aus dem Sitzstart des Boulders Sleepwalker (8C+) besteht. Er nannte den Boulder Return of the Sleepwalker und bewertete ihn 9A. Damit ist er der zweite Kletterer weltweit, der einen 9A–Boulder klettern konnte.

## Erfolge

### Boulder

#### 9A
- Return of the Sleepwalker – Black Velvet Canyon (USA) – 30. März 2021 – Erstbegehung

#### 8C+
- Adrenaline – Colorado (USA) – Februar 2024 – Erstbegehung[5]
- Insomniac – Lincoln Lake (USA) – 15. September 2022
- Grand Illusion – Little Cottonwood (USA) – 7. Juni 2022
- Off the Wagon Low – Val Bavona (Schweiz) – März 2020
- Sleepwalker – Black Velvet Canyon (USA) – 16. Januar 2019 – Erste Wiederholung
- Box Therapy – Rocky Mountain National Park (USA) – 31. Oktober 2018 – Erstbegehung
- Creature from the Black Lagoon – Rocky-Mountain-Nationalpark (USA) – 27. September 2016 – Erstbegehung
- The Process – Bishop (USA) – 17. Januar 2015 – Erstbegehung
- Hypnotized Minds – Rocky-Mountain-Nationalpark (USA) – 21. Oktober 2010 – Erstbegehung

#### 8C
- Deathstar – Eldora (USA) – 22. April 2020 – Erstbegehung
- 4-Lo – Valle Bavona (Schweiz) – 15. März 2020 – Erstbegehung
- Direct Hit – Ubatuba (Brasilien) – 13. Dezember 2019 – Erstbegehung
- Finnish Line – Rocklands (Südafrika) – 30. Juni 2018
- Topaz – Wild Basin (USA) – 12. Oktober 2016 – Erste Wiederholung
- Spray of Light – Rocklands (Südafrika) – Juli 2015 – Erstbegehung
- Noise Vs Beauty – Rocklands (Südafrika) – 14. Juni 2015 – Erstbegehung
- Lucid Dreaming – Bishop (USA) – 28. Januar 2014 – Erste Wiederholung
- El Diablo – Peñoles (Mexiko) – 19. Januar 2014 – Erstbegehung
- The Nest – Red Rock (USA) – 18. Dezember 2013 – Erstbegehung
- Defying Gravity – South Platte (USA) – 16. November 2013 – Erstbegehung
- The Ice Knife SDS – Guanella Pass (USA) – 2. November 2013 – Erstbegehung
- Delirium – Mt. Evans (USA) – 18. September 2013 – Erste Wiederholung
- The Wheel of Wolvo – Mt. Evans (USA) – 9. September 2013 – Erste Wiederholung
- The Wheel of Life (original) – Grampians (Australien) – 23. Juli 2013
- Hydrangea – Shiobara (Japan) – 14. Februar 2013 – Erste Wiederholung
- Witness The Fitness – Ozark Mountains (USA) – 5. Januar 2013
- White Noise – Wild Basin (USA) – 18. September 2012 – Erstbegehung
- Monkey Wedding – Rocklands (Südafrika) – 13. August 2012
- Paint it Black – Rocky Mountain National Park (USA) – 29. Februar 2012 – Erstbegehung
- Big Paw – Chironico (Schweiz) – 24. November 2011 – Erste Wiederholung
- La Force Tranquille – Magic Wood (Schweiz) – 15. Oktober 2011 – Erstbegehung
- Ill Trill – Magic Wood (Schweiz) – 19. April 2011
- Practice of the Wild – Magic Wood (Schweiz) – 16. April 2011
- Warrior Up – Mt. Evans (USA) – 4. September 2010 – Erste Wiederholung
- Desperanza – Hueco Tanks (USA) – 27. Februar 2010 – Erstbegehung
- The Game – Boulder Canyon (USA) – 10. Februar 2010 – Erstbegehung
- Terremer – Hueco Tanks (USA) – 30. Januar 2010
- In Search of Time Lost – Magic Wood (Schweiz) – 9. September 2008 – Erstbegehung

### Kletterrouten

#### 9b
- La Capella – Siurana, Spanien – 25. Februar 2018

#### 9a+
- Papichulo – Oliana, Spanien – 2016
- Thor's Hammer – Flatanger, Norwegen – 2015